# U 92 (U-Boot, 1917)
U 92  war ein diesel-elektrisches Flotten-U-Boot der deutschen Kaiserlichen Marine, das im Ersten Weltkrieg zum Einsatz kam.

## Einsätze
U 92 lief am 12. Mai 1917 bei der Kaiserlichen Werft in Danzig vom Stapel und wurde am 22. Oktober 1917 in Dienst gestellt. Ab Dezember 1917 war das U-Boot der III. U-Flottille in Emden und Wilhelmshaven zugeordnet. Kommandanten des Bootes waren Kapitänleutnant Max Bieler (22. Oktober 1917 bis 31. Mai 1918) und Kapitänleutnant Günther Ehrlich (1. Juni 1918 bis 9. September 1918).
U 92 führte während des Ersten Weltkriegs fünf Unternehmungen im östlichen Nordatlantik durch. Dabei wurden fünf Handelsschiffe mit einer Gesamttonnage von 15.961 Bruttoregistertonnen (BRT) versenkt. Neben zivilen Schiffen des Kriegsgegners wurden auch Schiffe unter der Flagge der neutralen Länder Schweden und Spanien versenkt.
Das größte von U 92 versenkte Schiff war der fast 5.800 BRT große Frachter Westover, der als Hilfsschiff für die US Navy fuhr. Die Westover wurde am 11. Juli 1918 auf ihrer Fahrt von New York nach Saint-Nazaire südlich von Irland versenkt. Dabei kamen elf Menschen ums Leben. Etwas größer war der britische Tanker British Princess, der am 4. März 1918 bei Lough Swilly torpediert wurde. Dabei starb ein Besatzungsmitglied. Der mit rund 7.000 BRT vermessene Tanker konnte jedoch entkommen und einen Hafen anlaufen.

## Verbleib
Am 4. September 1918 lief U 92 zu einer Feindfahrt in die Nordsee aus, die das U-Boot in die Irische See führen sollte. Am 9. September 1918 meldete sich U 92 ein letztes Mal, als es sich vor der Fair-Isle-Passage befand.
Das Wrack von U 92 wurde im Jahr 2006 gefunden und 2007 durch Taucher identifiziert. Die Überreste befinden sich östlich der Orkney-Inseln. Es ist anzunehmen, dass U 92 auf eine Seemine der Northern Barrage lief, die sich zum Ende des Ersten Weltkriegs dort befand.